# Trichodorus nanjingensis
Trichodorus nanjingensis is een rondwormensoort uit de familie van de Trichodoridae. De wetenschappelijke naam van de soort is voor het eerst geldig gepubliceerd in 1990 door Liu & Cheng.